# Egerkingen
Egerkingen – miejscowość i gmina w północnej Szwajcarii, w kantonie Solura, w jednostce administracyjnej (Amtei) Thal-Gäu, w okręgu Gäu.

## Demografia
W Egerkingen mieszka 4211 osób. W 2022 roku 35,8% populacji gminy stanowiły osoby urodzone poza Szwajcarią. 